# Nambu-Linie
| Triebzug der Baureihe E233-8000 bei Kashimada |                                               |                                            |                                            |
| |                                               |                                            |                                            |
| Streckenlänge: | 45,0 km                                       |                                            |                                            |
| Spurweite: | 1067 mm (Kapspur)                             |                                            |                                            |
| Stromsystem: | 1500 V =                                      |                                            |                                            |
| Streckengeschwindigkeit: | 95 km/h                                       |                                            |                                            |
| Zweigleisigkeit: | Kawasaki–Tachikawa Hatchōnawate–Hama-Kawasaki |                                            |                                            |
| |                                               |                                            |                                            |
| Gesellschaft: | JR East                                       |                                            |                                            |
| \| \| \| ↑ Tsurumi-Linie \| 1928– \| \| \| \| Güterbahnhof Hama-Kawasaki \| \| \| \| 4,1* \| Hama-Kawasaki (浜川崎) \| 1918– \| \| \| \| Stadtautobahn Tokio K1 \| \| \| \| \| → Tsurumi-Linie \| 1926– \| \| \| \| ← Tōkaidō-Güterlinie \| \| \| \| 2,7* \| Shin-Hamakawasaki (新浜川崎) \| Shin-Hamakawasaki (新浜川崎) \| \| \| 2,7* \| Odasakae (小田栄) \| 2016– \| \| \| 2,0* \| Kawasaki-Shimmachi \| Kawasaki-Shimmachi \| \| \| \| (川崎新町) \| 1930– \| \| \| \| → Keikyū-Hauptlinie \| 1905– \| \| \| 1,1* \| Hatchōnawate (八丁畷) \| 1916– \| \| \| \| → Tōkaidō-Güterlinie \| \| \| \| \| ↔ Tōkaidō-Hauptlinie / Keihin-Tōhoku-Linie \| \| \| \| 0,0 \| Kawasaki (川崎) \| 1872– \| \| \| 1,70,0* \| Shitte (尻手) \| 1927– \| \| \| \| → Tsurumi-Zweigstrecke \| \| \| \| \| Güterbahnhof Kawasakigashi \| 1927–1972 \| \| \| \| Abstellanlage Yakō \| \| \| \| 2,6 \| Yakō (矢向) \| 1927– \| \| \| 4,1 \| Kashimada (鹿島田) \| 1927– \| \| \| 5,3 \| Hirama (平間) \| 1927– \| \| \| 5,9 \| Musashi-Nakamurako (武蔵中丸子) \| Musashi-Nakamurako (武蔵中丸子) \| \| \| \| → zur Yokosuka-Linie \| \| \| \| 6,6 \| Mukaigawara (向河原) 1927– \| Mukaigawara (向河原) 1927– \| \| \| \| \| \| \| \| \| ↔ Yokosuka-Linie \| 1889– \| \| \| \| Tōkaidō-Shinkansen \| 1964– \| \| \| \| ↔ Tōyoko-Linie / Meguro-Linie \| \| \| \| 7,5 \| Musashi-Kosugi (武蔵小杉) \| 1944– \| \| \| \| \| \| \| \| 7,9 \| Musashi-Kosugi \| 1944– \| \| \| 9,2 \| Musashi-Nakahara \| Musashi-Nakahara \| \| \| \| (武蔵中原) \| 1927– \| \| \| \| Abstellanlage Nakahara \| \| \| \| 10,5 \| Musashi-Shinjō (武蔵新城) \| 1927– \| \| \| \| 3. Keihin-Autobahn \| \| \| \| 12,7 \| Musashi-Mizonokuchi \| Musashi-Mizonokuchi \| \| \| \| (武蔵溝ノ口) \| 1927– \| \| \| \| ↔ Den’entoshi-Linie \| 1966– \| \| \| 13,9 \| Tsudayama (津田山) \| 1941– \| \| \| 14,1 \| Ausweiche Kuji \| Ausweiche Kuji \| \| \| 14,9 \| Kuji (久地) \| 1927– \| \| \| \| Tōmei-Autobahn \| \| \| \| 15,5 \| Shukugawara-Fudō \| Shukugawara-Fudō \| \| \| \| (宿河原不動) \| 1934–1944 \| \| \| 16,2 \| Shukugawara (宿河原) \| 1927– \| \| \| \| → Odakyū-Anschlusslinie \| \| \| \| 17,3 \| Noborito (登戸) \| 1927– \| \| \| \| ↔ Odakyū Odawara-Linie \| 1927– \| \| \| 19,5 \| Nakanoshima (中野島) \| 1927– \| \| \| 20,8 \| Inadazutsumi (稲田堤) \| 1927– \| \| \| \| ↔ Keiō Sagamihara-Linie \| 1971– \| \| \| 22,4 \| Yanokuchi (矢野口) \| 1927– \| \| \| 24,1 \| Inagi-Naganuma (稲城長沼) \| 1927– \| \| \| 25,2 \| Tamaseisekiguchi (多摩聖蹟口) \| Tamaseisekiguchi (多摩聖蹟口) \| \| \| 25,5 \| Minami-Tama (南多摩) \| 1927– \| \| \| 25,9 \| Minami-Tamagawa (南多摩川) \| Minami-Tamagawa (南多摩川) \| \| \| \| Tama-gawa \| \| \| \| 26,8 \| Minami-Takeshi (南武) \| Minami-Takeshi (南武) \| \| \| \| Chūō-Autobahn \| \| \| \| \| \| \| \| \| 27,9 \| Fuchū-Honmachi (府中本町) \| 1928– \| \| \| \| ↔ Musashino-Linie \| 1973– \| \| \| \| Shimokawara-Linie \| 1920–1976 \| \| \| 28,8 \| Bubaigawara (分倍河原) \| 1925– \| \| \| \| ↔ Keiō-Linie \| 1925– \| \| \| 29,8 \| Motojuku (本宿) \| Motojuku (本宿) \| \| \| 30,0 \| Nishifu (西府) \| 2009– \| \| \| 30,7 \| Nishifu (西府) \| 1929–1944 \| \| \| 31,6 \| Yaho (谷保) \| 1929– \| \| \| 33,0 \| Yagawa (矢川) \| 1932– \| \| \| 34,3 \| Nishi-Kunitachi (西国立) \| 1929– \| \| \| 34,8 \| Higashi-Tachikawa (東立川) \| 1929–1944 \| \| \| \| ← Chūō-Hauptlinie \| 1889– \| \| \| 35,5 \| Tachikawa (立川) \| 1889– \| \| \| \| ↔ Einschienenbahn Tama \| 1998– \| \| \| \| → Chūō-Hauptlinie \| 1889– \| \| \| \| ↓ Ōme-Linie \| 1894– \| |                                               |                                            |                                            |
| Strecke |                                               | ↑ Tsurumi-Linie                            | 1928–                                      |
| Betriebs-/Güterbahnhof Streckenanfang und quer · Abzweig geradeaus und von rechts |                                               | Güterbahnhof Hama-Kawasaki                 | Güterbahnhof Hama-Kawasaki                 |
| Strecke von rechts · Bahnhof | 4,1*                                          | Hama-Kawasaki (浜川崎)                     | 1918–                                      |
| |                                               | Stadtautobahn Tokio K1                     |                                            |
| Strecke · Abzweig geradeaus und nach links |                                               | → Tsurumi-Linie                            | 1926–                                      |
| |                                               | ← Tōkaidō-Güterlinie                       |                                            |
| ehemaliger Haltepunkt / Haltestelle | 2,7*                                          | Shin-Hamakawasaki (新浜川崎)               | Shin-Hamakawasaki (新浜川崎)               |
| Haltepunkt / Haltestelle | 2,7*                                          | Odasakae (小田栄)                          | 2016–                                      |
| Haltepunkt / Haltestelle | 2,0*                                          | Kawasaki-Shimmachi                         | Kawasaki-Shimmachi                         |
| Strecke |                                               | (川崎新町)                                 | 1930–                                      |
| |                                               | → Keikyū-Hauptlinie                        | 1905–                                      |
| Kreuzung geradeaus oben (Strecke geradeaus außer Betrieb) · Turmbahnhof geradeaus oben · Kreuzung geradeaus oben | 1,1*                                          | Hatchōnawate (八丁畷)                      | 1916–                                      |
| Strecke (außer Betrieb) · Strecke · Strecke nach links |                                               | → Tōkaidō-Güterlinie                       | → Tōkaidō-Güterlinie                       |
| Bahnhof quer · Abzweig quer und ehemals nach rechts · Kreuzung geradeaus oben · Strecke quer |                                               | ↔ Tōkaidō-Hauptlinie / Keihin-Tōhoku-Linie | ↔ Tōkaidō-Hauptlinie / Keihin-Tōhoku-Linie |
| Kopfbahnhof Streckenanfang und quer · Strecke quer · Abzweig geradeaus und von rechts | 0,0                                           | Kawasaki (川崎)                            | 1872–                                      |
| Bahnhof | 1,70,0*                                       | Shitte (尻手)                              | 1927–                                      |
| Abzweig geradeaus und nach links |                                               | → Tsurumi-Zweigstrecke                     | → Tsurumi-Zweigstrecke                     |
| Betriebs-/Güterbahnhof Streckenanfang und quer (Strecke außer Betrieb) · Abzweig geradeaus und ehemals von rechts |                                               | Güterbahnhof Kawasakigashi                 | 1927–1972                                  |
| Blockstelle |                                               | Abstellanlage Yakō                         | Abstellanlage Yakō                         |
| Bahnhof | 2,6                                           | Yakō (矢向)                                | 1927–                                      |
| Haltepunkt / Haltestelle | 4,1                                           | Kashimada (鹿島田)                         | 1927–                                      |
| Haltepunkt / Haltestelle | 5,3                                           | Hirama (平間)                              | 1927–                                      |
| ehemaliger Haltepunkt / Haltestelle | 5,9                                           | Musashi-Nakamurako (武蔵中丸子)            | Musashi-Nakamurako (武蔵中丸子)            |
| Abzweig geradeaus und ehemals von links |                                               | → zur Yokosuka-Linie                       | → zur Yokosuka-Linie                       |
| Haltepunkt / Haltestelle | 6,6                                           | Mukaigawara (向河原) 1927–                 | Mukaigawara (向河原) 1927–                 |
| Strecke |                                               |                                            |                                            |
| Strecke quer · Kreuzung geradeaus unten · Bahnhof quer |                                               | ↔ Yokosuka-Linie                           | 1889–                                      |
| Strecke quer · Kreuzung geradeaus unten · Strecke quer |                                               | Tōkaidō-Shinkansen                         | 1964–                                      |
| Abzweig quer und ehemals von rechts · Kreuzung geradeaus unten · Bahnhof quer |                                               | ↔ Tōyoko-Linie / Meguro-Linie              | ↔ Tōyoko-Linie / Meguro-Linie              |
| Strecke (außer Betrieb) · Bahnhof | 7,5                                           | Musashi-Kosugi (武蔵小杉)                  | 1944–                                      |
| |                                               |                                            |                                            |
| ehemaliger Haltepunkt / Haltestelle | 7,9                                           | Musashi-Kosugi                             | 1944–                                      |
| Bahnhof | 9,2                                           | Musashi-Nakahara                           | Musashi-Nakahara                           |
| Strecke |                                               | (武蔵中原)                                 | 1927–                                      |
| Blockstelle |                                               | Abstellanlage Nakahara                     | Abstellanlage Nakahara                     |
| Haltepunkt / Haltestelle | 10,5                                          | Musashi-Shinjō (武蔵新城)                  | 1927–                                      |
| |                                               | 3. Keihin-Autobahn                         |                                            |
| Strecke | 12,7                                          | Musashi-Mizonokuchi                        | Musashi-Mizonokuchi                        |
| Bahnhof |                                               | (武蔵溝ノ口)                               | 1927–                                      |
| Bahnhof quer · Kreuzung geradeaus unten |                                               | ↔ Den’entoshi-Linie                        | 1966–                                      |
| Haltepunkt / Haltestelle | 13,9                                          | Tsudayama (津田山)                         | 1941–                                      |
| ehemalige Blockstelle | 14,1                                          | Ausweiche Kuji                             | Ausweiche Kuji                             |
| Haltepunkt / Haltestelle | 14,9                                          | Kuji (久地)                                | 1927–                                      |
| |                                               | Tōmei-Autobahn                             |                                            |
| ehemaliger Haltepunkt / Haltestelle | 15,5                                          | Shukugawara-Fudō                           | Shukugawara-Fudō                           |
| |                                               | (宿河原不動)                               | 1934–1944                                  |
| Haltepunkt / Haltestelle | 16,2                                          | Shukugawara (宿河原)                       | 1927–                                      |
| Abzweig geradeaus und ehemals nach links · Strecke quer (außer Betrieb) · Strecke von rechts (außer Betrieb) |                                               | → Odakyū-Anschlusslinie                    | → Odakyū-Anschlusslinie                    |
| Bahnhof · Strecke (außer Betrieb) | 17,3                                          | Noborito (登戸)                            | 1927–                                      |
| Kreuzung geradeaus unten · Bahnhof quer · Abzweig quer und ehemals nach links |                                               | ↔ Odakyū Odawara-Linie                     | 1927–                                      |
| Haltepunkt / Haltestelle | 19,5                                          | Nakanoshima (中野島)                       | 1927–                                      |
| Haltepunkt / Haltestelle | 20,8                                          | Inadazutsumi (稲田堤)                      | 1927–                                      |
| Kreuzung geradeaus unten |                                               | ↔ Keiō Sagamihara-Linie                    | 1971–                                      |
| Haltepunkt / Haltestelle | 22,4                                          | Yanokuchi (矢野口)                         | 1927–                                      |
| Bahnhof | 24,1                                          | Inagi-Naganuma (稲城長沼)                  | 1927–                                      |
| ehemaliger Haltepunkt / Haltestelle | 25,2                                          | Tamaseisekiguchi (多摩聖蹟口)              | Tamaseisekiguchi (多摩聖蹟口)              |
| Haltepunkt / Haltestelle | 25,5                                          | Minami-Tama (南多摩)                       | 1927–                                      |
| ehemaliger Haltepunkt / Haltestelle · Strecke von halblinks | 25,9                                          | Minami-Tamagawa (南多摩川)                 | Minami-Tamagawa (南多摩川)                 |
| Brücke über Wasserlauf · Brücke über Wasserlauf |                                               | Tama-gawa                                  | Tama-gawa                                  |
| ehemaliger Haltepunkt / Haltestelle · Strecke | 26,8                                          | Minami-Takeshi (南武)                      | Minami-Takeshi (南武)                      |
| |                                               | Chūō-Autobahn                              |                                            |
| |                                               |                                            |                                            |
| Bahnhof · Bahnhof | 27,9                                          | Fuchū-Honmachi (府中本町)                  | 1928–                                      |
| Kreuzung geradeaus unten · Strecke nach rechts |                                               | ↔ Musashino-Linie                          | 1973–                                      |
| Kreuzung (Querstrecke außer Betrieb) |                                               | Shimokawara-Linie                          | 1920–1976                                  |
| Bahnhof | 28,8                                          | Bubaigawara (分倍河原)                     | 1925–                                      |
| Bahnhof quer · Kreuzung geradeaus unten |                                               | ↔ Keiō-Linie                               | 1925–                                      |
| ehemaliger Haltepunkt / Haltestelle | 29,8                                          | Motojuku (本宿)                            | Motojuku (本宿)                            |
| Haltepunkt / Haltestelle | 30,0                                          | Nishifu (西府)                             | 2009–                                      |
| ehemaliger Haltepunkt / Haltestelle | 30,7                                          | Nishifu (西府)                             | 1929–1944                                  |
| Haltepunkt / Haltestelle | 31,6                                          | Yaho (谷保)                                | 1929–                                      |
| Haltepunkt / Haltestelle | 33,0                                          | Yagawa (矢川)                              | 1932–                                      |
| Haltepunkt / Haltestelle | 34,3                                          | Nishi-Kunitachi (西国立)                   | 1929–                                      |
| ehemaliger Haltepunkt / Haltestelle | 34,8                                          | Higashi-Tachikawa (東立川)                 | 1929–1944                                  |
| Abzweig geradeaus und von rechts |                                               | ← Chūō-Hauptlinie                          | 1889–                                      |
| Bahnhof | 35,5                                          | Tachikawa (立川)                           | 1889–                                      |
| Kreuzung mit U-Bahn geradeaus unten |                                               | ↔ Einschienenbahn Tama                     | 1998–                                      |
| Abzweig geradeaus und nach links |                                               | → Chūō-Hauptlinie                          | 1889–                                      |
| Strecke |                                               | ↓ Ōme-Linie                                | 1894–                                      |

Die Nambu-Linie (jap. 南武線, Nambu-sen) ist eine Eisenbahnstrecke auf der japanischen Insel Honshū, die von der Bahngesellschaft JR East betrieben wird. Sie verbindet Kawasaki in der Präfektur Kanagawa mit Tachikawa in der Präfektur Tokio. Dabei stellt sie im Westen der Metropolregion Tokio eine Querverbindung zwischen der Tōkaidō-Hauptlinie und der Chūō-Hauptlinie her. Der Name bezieht sich auf den südlichen Teil (南) der ehemaligen Provinz Musashi (武蔵).

## Beschreibung
Wie in Japan üblich ist die Nambu-Linie in Kapspur (1067 mm) verlegt. Sie ist 45,0 km lang und bedient 29 Bahnhöfe. Die Linie besteht aus drei Teilen: eine 35,0 km lange Hauptstrecke von Kawasaki nach Tachikawa sowie zwei Zweigstrecken von 4,1 km und 5,4 km Länge in den südlichen Stadtbezirken Kawasakis. Alle drei Teile sind mit 1500 V Gleichspannung elektrifiziert. Zusammen bilden sie den südwestlichen Abschluss einer großen Ringstrecke namens Tokyo Mega Loop (東京メガループ), zu der auch die Keiyō-Linie, die Musashino-Linie und die Yokohama-Linie gehören.
Die durchgehend zweigleisig ausgebaute Hauptstrecke beginnt im Bahnhof Kawasaki. Sie führt zunächst südwestwärts, zweigt von der Tōkaidō-Hauptlinie ab und wendet sich in einer engen Kurve nach Norden. Nach Mukaigawa führt ein kurzes Stück westwärts und unterquert dabei in kurzer Folge vier Bahnstrecken, darunter die Tōkaidō-Shinkansen. Weiterhin dem breiten Tal des Tama folgend, schlägt sie nun eine nordwestliche Richtung ein und unterquert drei weitere Bahnstrecken. Kurz nach der Einmündung der größtenteils parallel verlaufenden Musashino-Linie überbrückt sie den Tama und erreicht das Tama-Gebiet im Westen der Präfektur Tokio. Im Bahnhof Tachikawa trifft sie auf die Chūō-Hauptlinie und die Ōme-Linie.
Im Bahnhof Shitte beginnt die südostwärts verlaufende Zweigstrecke ins Hafengebiet von Kawasaki. Während das Teilstück bis zum nachfolgenden Bahnhof Hatchōnawate eingleisig ist, folgt ein dreigleisiger Abschnitt bis zur Endstation, wobei zwei dieser Gleise zur Tōkaidō-Güterlinie gehören. Die Zweigstrecke geht in den Güterbahnhof Hama-Kawasaki und in die anschließende Tsurumi-Linie über, welche die Feinverteilung in den Hafenanlagen am Westufer der Bucht von Tokio übernimmt.
Die ebenfalls in Shitte beginnende Tsurumi-Zweigstrecke wird ausschließlich von Güterzügen vom und zum Hafen befahren. Sie stellt eine Verbindung zur Musashino-Linie und zur Hinkaku-Linie, wobei beide auf die Tōkaidō-Güterlinie überleiten und letztere mit dem Güterbahnhof Tokio verbunden ist.

## Betrieb
Da die Nambu-Linie durch dicht besiedelte Gebiete führt und auch eine wichtige Hauptverkehrsachse zwischen den südlichen und nördlichen Stadtteilen der Millionenstadt Kawasaki ist, herrscht ein reger Verkehr. Dabei gibt es zwischen der Hauptstrecke und der Zweigstrecke zum Hafen eine betriebliche Trennung, auch die Farbgebung der Züge unterscheidet sich.
Auf der Hauptstrecke verkehren die Nahverkehrszüge tagsüber sechsmal stündlich, mit Halt an allen Bahnhöfen zwischen Kawasaki und Tachikawa. Während der morgendlichen Hauptverkehrszeit wird dieses Angebot auf eine Zugfolge von zwei bis vier Minuten verdichtet. Zwischen 10 und 20 Uhr verkehrt zusätzlich jede halbe Stunde ein Eilzug, der unterwegs nur an zehn von 25 Bahnhöfen hält. Auf der Hafen-Zweigstrecke verkehren die Nahverkehrszüge tagsüber alle 30 bis 40 Minuten zwischen Shitte und Hama-Kawasaki, während der morgendlichen Hauptverkehrszeit alle 10 bis 15 Minuten.

## Bilder

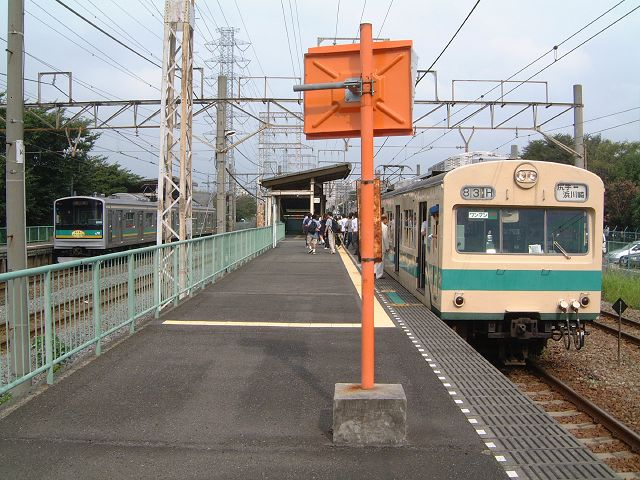
Bahnhof Kawasaki-Shinmachi
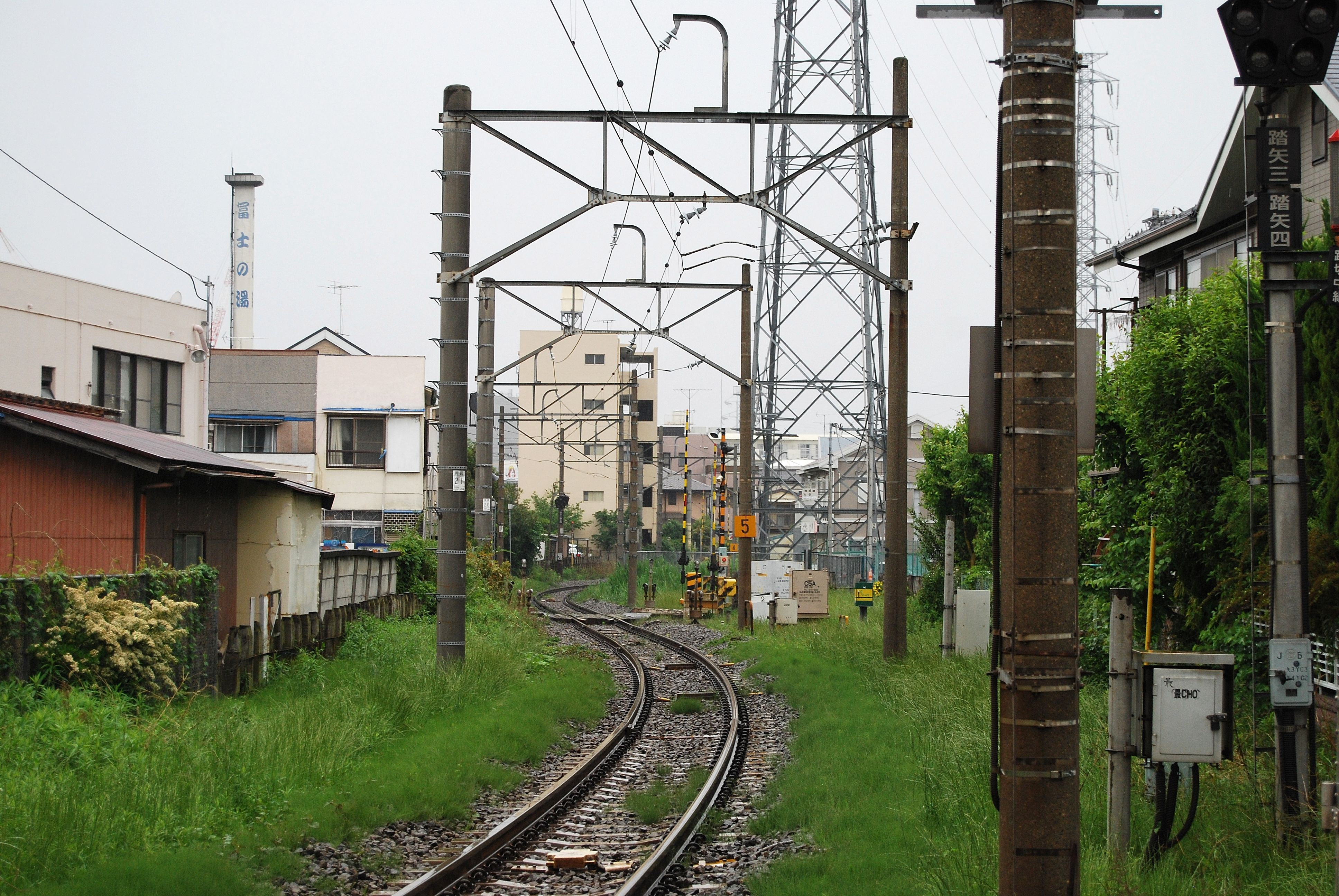
Tsurumi-Zweigstrecke
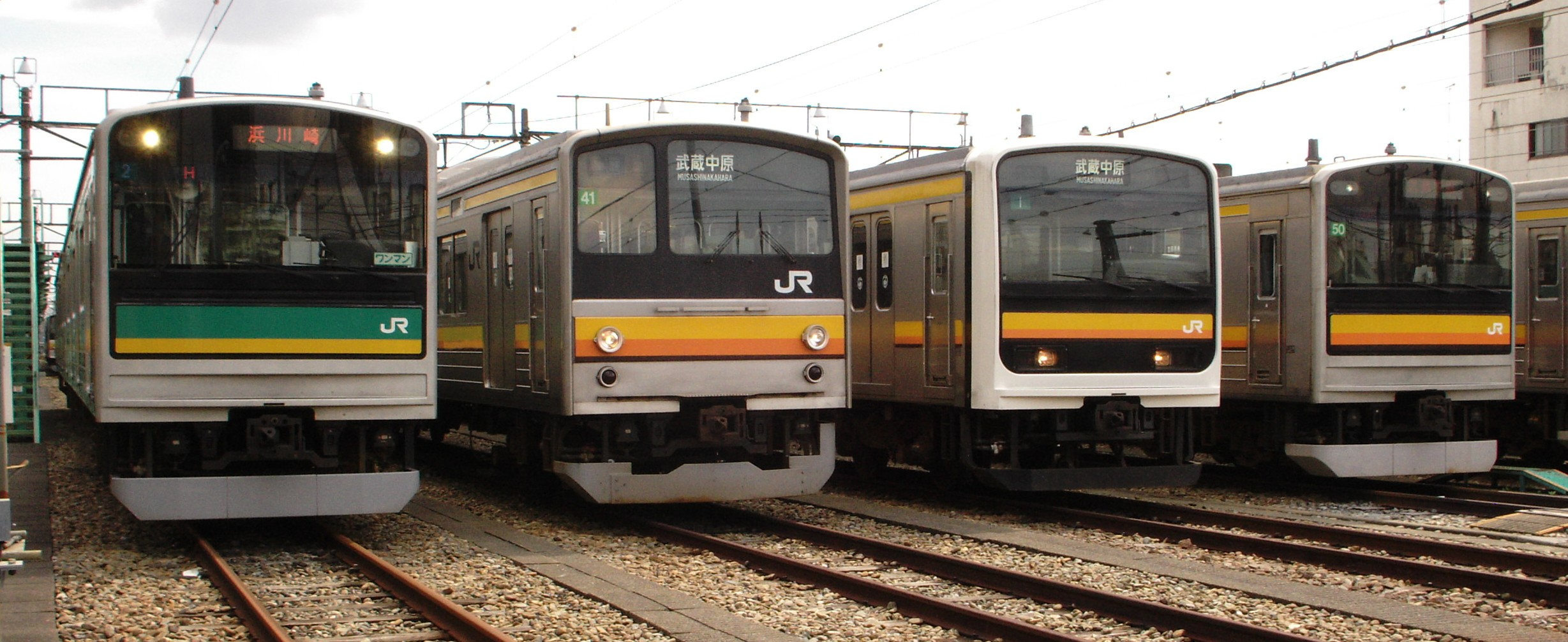
Abstellanlage Nakahara
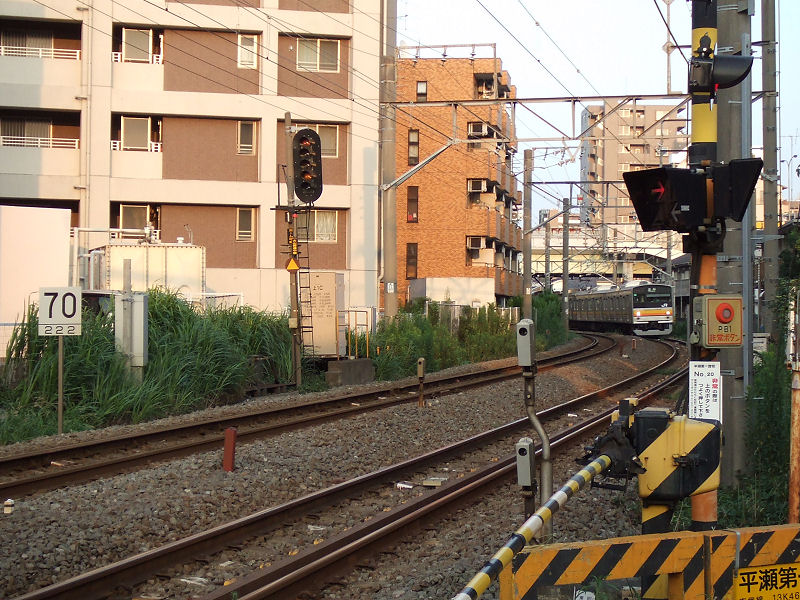
Zwischen den Bahnhöfen Musashi-Mizonokuchi und Tsudayama
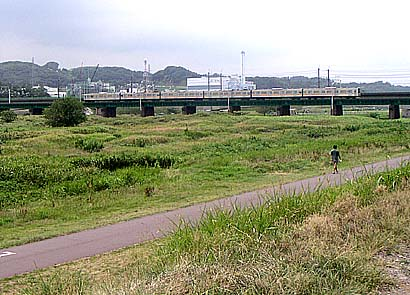
Brücke über den Tama bei Fuchū-Honmachi

## Geschichte

### Nambu Tetsudō
Am 5. Mai 1919 wurde ein Konzessionsgesuch für den Bau der „Tamagawa-Kiesbahn“ eingereicht. Entlang dem Unterlauf des Tama sollte eine dampfbetrieben Bahnstrecke entstehen, um den am Flussufer bei Inagi abgebauten Kies nach Kawasaki zu transportieren. Das Verkehrsministerium erteilte die Lizenz am 29. Januar 1920. Zwei Monate später, am 29. März 1920, benannte sich das Unternehmen in Nambu Tetsudō (南武鉄道) um. Kurz zuvor hatte es die Genehmigung für die Verlegung der nördlichen Endstation nach Tachikawa erhalten. Ebenso sollte die Strecke nunmehr nicht nur Güter, sondern auch Passagiere befördern. In der Anfangsphase hatte das Unternehmen Mühe mit der Finanzierung und die lokalen Promotoren sprangen ab, wodurch sich der Baubeginn mehrmals verzögerte. Zwecks Kostensenkung änderte man die geplante Streckenführung erheblich, sodass nur noch der Erwerb von preisgünstigen Reisfeldern erforderlich war.
Das auf Zement spezialisierte Asano-Zaibatsu besaß damals die Bahngesellschaft Ōme Denki Tetsudō. Damit der im oberen Tama-Tal abgebaute Kalkstein zum Zementwerk in Kawasaki gelangen konnte, musste er ab Tachikawa über die Chūō-Hauptlinie, die Yamanote-Linie und die Tōkaidō-Hauptlinie transportiert werden. Die geplante direkte Bahnstrecke von Tachikawa nach Kawasaki würde den zeitraubenden Umweg überflüssig machen. Am 30. September 1923 erwarb Asano aus diesem Grund 5000 Aktien und war nun damit größter Aktionär. Die Eröffnung des ersten Abschnitts vom Bahnhof Kawasaki nach Noborito (einschließlich der Zweigstrecke von Yakō zum Güterbahnhof Kawasakigashi) erfolgte am 9. März 1927.
Mit Ausnahme der Zweigstrecke war die Nambu-Linie von Anfang elektrifiziert. Die Nambu Tetsudō nahm weitere Streckenabschnitte in Betrieb: am 1. November 1927 von Noborito nach Ōmaru (heute Minami-Tama), am 11. Dezember 1928 nach Yashikibun (heute Bubaigawara) und am 11. Dezember 1929 nach Tachikawa. Schließlich kam am 25. März 1930 die Zweigstrecke von Shitte nach Hama-Kawasaki hinzu, die eine Verbindung zum Hafen herstellte. Ebenso wurde ein Teil der Nambu-Linie zweigleisig ausgebaut: am 29. September 1928 zwischen Yakō und Mukaigawara und am 20. März 1929 zwischen Kawasaki und Yakō.
In den 1930er Jahren errichteten NEC und Fujitsu mehrere Produktionsanlagen entlang der Strecke. Dies führte zu einem starken Wachstum des Pendlerverkehrs, was den Bau zusätzlicher Bahnhöfe nach sich zog. Um die markante Verkehrszunahme (auch im Güterverkehr) bewältigen zu können, baute die Nambu Tetsudō weitere Abschnitte auf zwei Gleise aus: am 30. Oktober 1937 von Mukaigawara nach Musashi-Nakahara, am 5. April 1939 von Musashi-Nakahara nach Musashi-Mizonokuchi, 1941 von Tsudayama nach Kuji und am 20. Dezember 1943 von Shukugawara nach Noborito. Während des Pazifikkriegs siedelten sich private und staatliche Rüstungsbetriebe entlang der Strecke an. Die Kaiserlich Japanische Armee baute ihre Verteidigungsstellungen entlang der Strecke aus, um die zahlreichen militärischen Transporte zu schützen.

### Verstaatlichung und Reprivatisierung
Um die Betriebsabläufe zu rationalisieren, vereinte das Asano-Zaibatsu seine Bahngesellschaften unter dem Dach der Nambu Tetsudō. Zuerst ging 3. Oktober 1940 die Itsukaichi Tetsudō in ihr auf, am 8. September 1943 auch die Ōme Denki Tetsudō. Während des Kriegs strebte der japanische Staat danach, verschiedene Privatbahnen von strategisch wichtiger Bedeutung, die nach der ersten Verstaatlichungswelle von 1906/07 entstanden waren, unter seine Kontrolle zu bringen. Entsprechend einer 1941 erlassenen Verordnung waren insgesamt 22 Bahngesellschaften von der Verstaatlichung betroffen, darunter die Nambu Tetsudō, deren Bahnstrecken am 1. April 1944 in staatlichen Besitz übergingen (die ebenfalls zum Asano-Zaibatsu gehörende Tsurumi Rinkō Tetsudō im Hafengebiet von Kawasaki bereits am 1. Juli 1943). Die Nambu Tetsudō blieb als Unternehmen bestehen und verlagerte ihre Geschäftstätigkeit auf den Betrieb von Buslinien. Sie firmiert heute als Tachikawa Bus und gehört zur Odakyu Group.
1945 erlitt die Strecke mehrmals große Schäden durch Luftangriffe der United States Army Air Forces. Zwei Monate nach Kriegsende standen nur 19 von 41 der hier eingesetzten Triebwagen zur Verfügung. Wegen des damals engen Lichtraumprofils der zweigleisigen Abschnitte konnten hier keine Wagen anderer Staatsbahnstrecken verkehren, da diese allesamt breiter waren. Das Verkehrsministerium mietete deshalb im Jahr 1947 vorübergehend schmalere Wagen der Odakyū Dentetsu. Angesichts dieser Umstände wurden Forderungen laut, die Nambu-Linie aus praktischen Gründen wieder zu privatisieren. Letztlich blieb die Strecke jedoch weiterhin in Staatsbesitz.

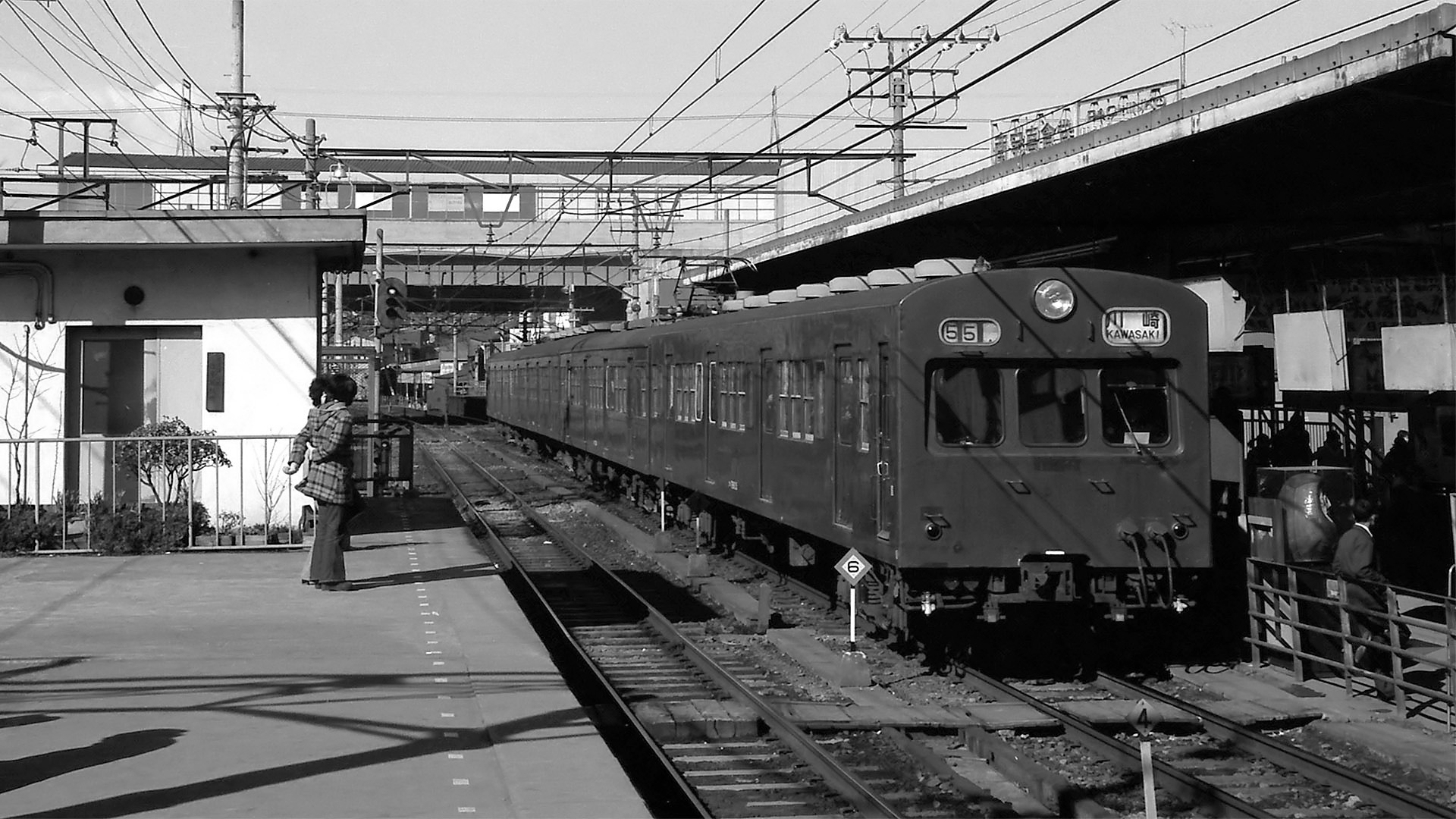
Bahnhof Musashi-Mizonokuchi im Jahr 1975

Die Japanische Staatsbahn nahm 1951 eine dem Güterverkehr vorbehaltene Zweigstrecke von Shitte nach Tsurumi in Betrieb. Auf die zunehmende Suburbanisierung und die damit verbundenen Kapazitätsengpässe reagierte sie mit einem weiteren Ausbau der Nambu-Linie. Nach und nach kamen weitere zweigleisige Abschnitte hinzu: am 20. März 1960 zwischen Kuji und Shukugawara, sieben Tage später zwischen Musashi-Mizonokuchi und Tsudayama, am 7. November 1963 zwischen Noborito und Inadazutsumi, am 12. November 1963 zwischen Inadazutsumi und Inagi-Naganuma und am 25. Mai 1966 zwischen Yaho und Nishi-Kunitachi. Mit dem Abschnitt zwischen Inagi-Naganuma und Yaho war der zweigleisige Ausbau der Hauptstrecke der Nambu-Linie am 30. September 1966 vorerst abgeschlossen, es verblieb noch ein kurzes Teilstück zwischen Nishi-Kunitachi und Tachikawa.
Ab dem 15. Dezember 1969 bot die Staatsbahn zwischen Kawasaki und Noborito Eilzüge an, strich dieses Angebot jedoch mit dem Fahrplanwechsel vom 2. Oktober 1976, da neue Triebwagen eine höhere Reisegeschwindigkeit ermöglichten. Am 25. Mai 1972 erfolgte die Stilllegung der Zweigstrecke von Yakō zum Güterbahnhof Kawasakigashi. Als Folge der Eröffnung der Musashino-Linie am 1. März 1976 sank das Güterverkehrsaufkommen zwischen Shitte und Tachikawa markant. Andererseits war eine markante Zunahme südlich von Shitte prognostiziert worden, weshalb der Abschnitt zwischen Hatchōnawate und Hama-Kawasaki vom selben Tag an zweigleisig befahren werden konnte.
Im Rahmen der Staatsbahnprivatisierung ging die Nambu-Linie am 1. April 1987 in den Besitz der neuen Gesellschaft JR East über, während JR Freight nun für den Güterverkehr auf der Haupt- und beiden Zweigstrecken zuständig war. Mit über drei Jahrzehnten Verzögerung konnte der letzte einspurige Streckenabschnitt zwischen Nishi-Kunitachi und Tachikawa am 24. Oktober 1999 geschlossen werden, wofür im Bahnhof Tachikawa der Bau eines zusätzlichen Bahnsteigs erforderlich gewesen war. Im März 2006 führte JR East das automatisierte Bahnbetriebssystem ATOS (Autonomous Decentralized Transport Operation Control System) auf der Hauptstrecke der Nambu-Linie ein. Am 9. April erfolgte die Wiedereinführung von Eilzügen.

## Liste der Bahnhöfe

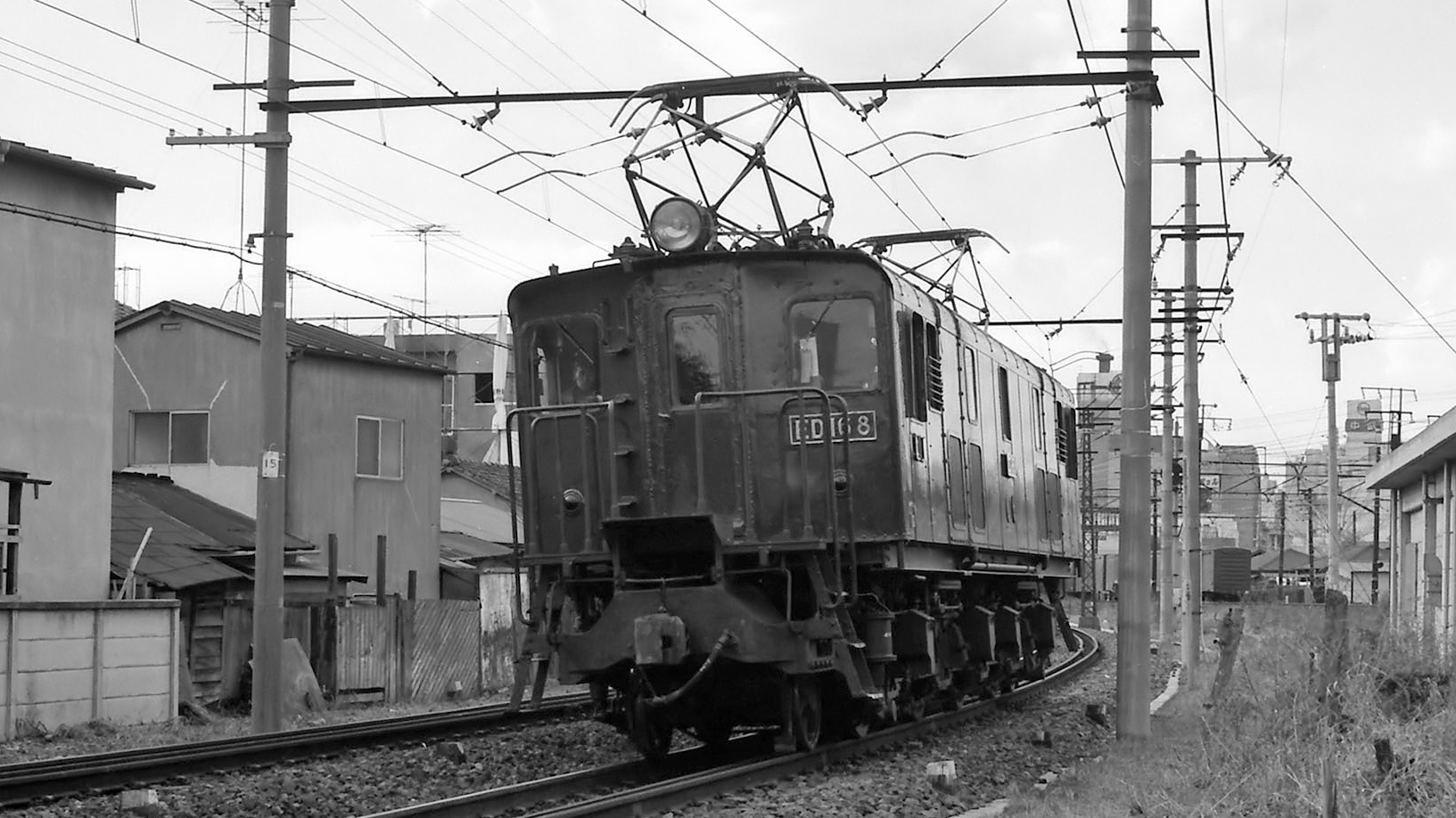
Güterzuglokomotive ED16 8 bei Nishi-Kunitachi (1975)

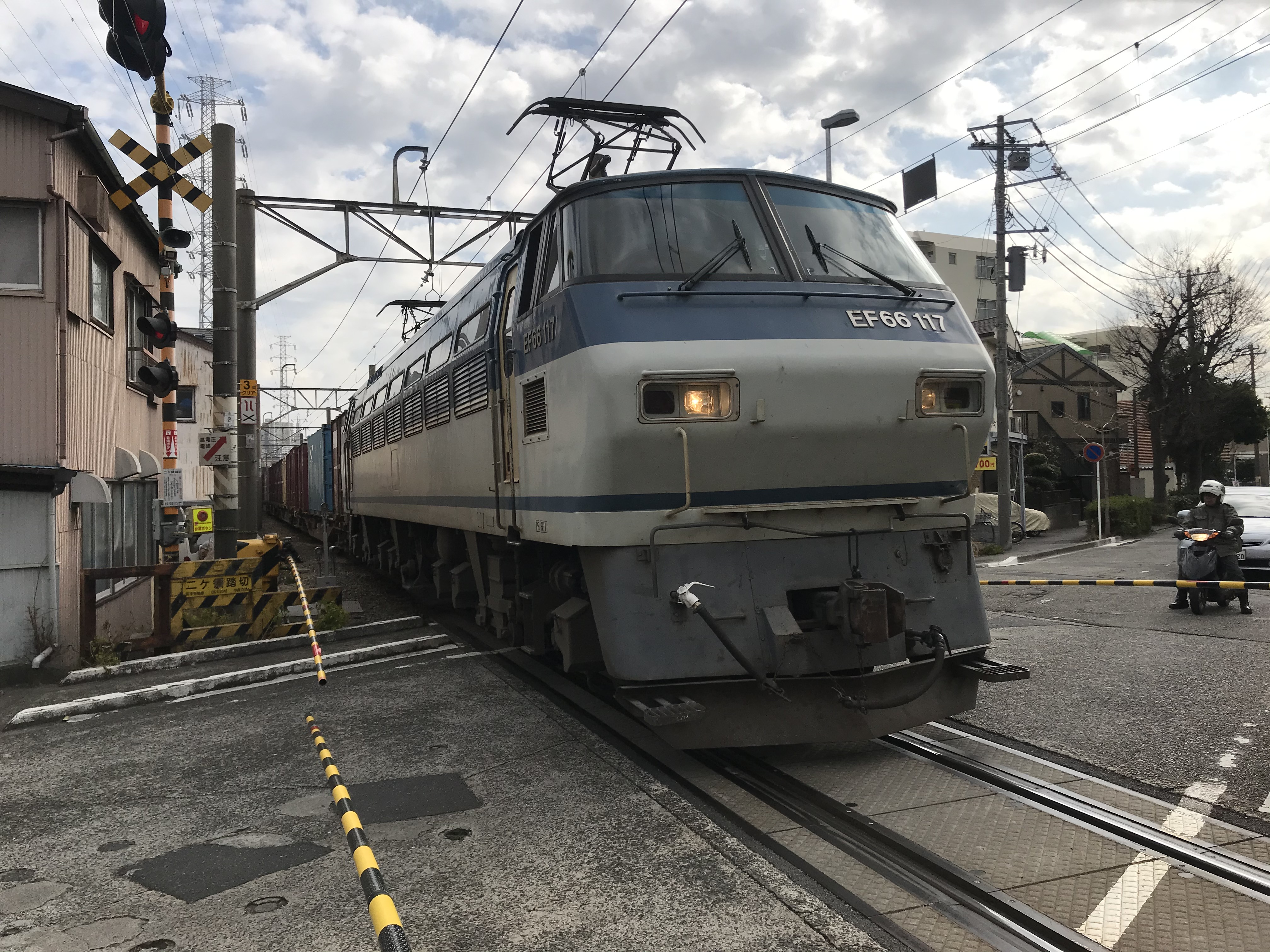
Containerzug auf der Zweigstrecke nach Tsurumi (2020)

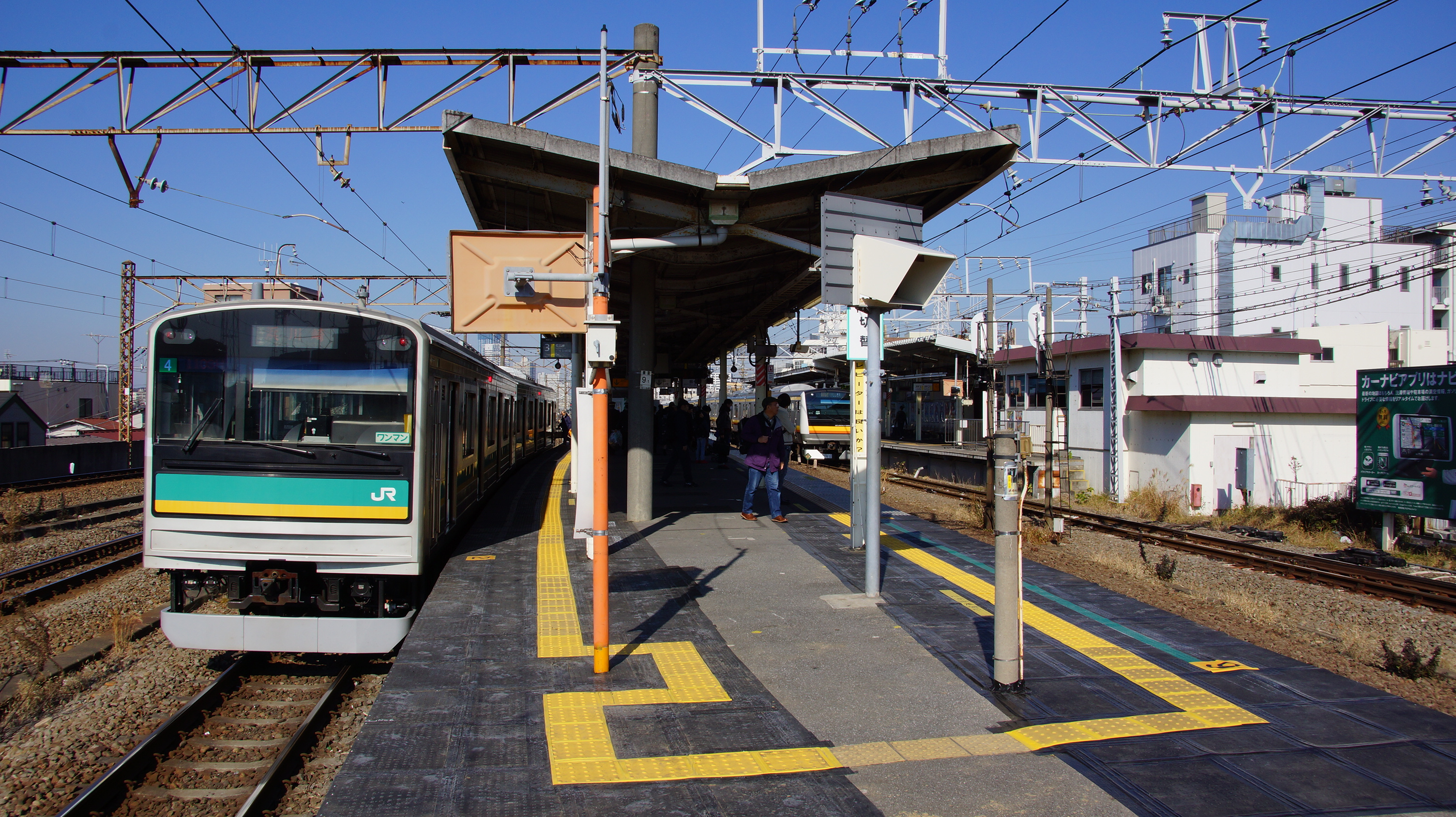
Bahnhof Shitte

| Name                                    | Name                             | km           | Anschlusslinien | Lage         | Ort                   | Präfektur    |
| Hauptstrecke                            | Hauptstrecke                     | Hauptstrecke | Hauptstrecke | Hauptstrecke | Hauptstrecke          | Hauptstrecke |
| --------------------------------------- | -------------------------------- | ------------ | --- | ------------ | --------------------- | ------------ |
| JN01                                    | Kawasaki (川崎)                  | 00,0         | Tōkaidō-Hauptlinie Keihin-Tōhoku-Linie im Bhf. Keikyū Kawasaki: Keikyū-Hauptlinie Keikyū Daishi-Linie                   | Koord.       | Kawasaki-ku, Kawasaki | Kanagawa     |
| JN02                                    | Shitte (尻手)                    | 01,7         | Nambu-Zweiglinie | Koord.       | Saiwai-ku, Kawasaki   | Kanagawa     |
| JN03                                    | Yakō (矢向)                      | 02,6         | | Koord.       | Tsurumi-ku, Yokohama  | Kanagawa     |
| JN04                                    | Kashimada (鹿島田)               | 04,1         | im Bhf. Shin-Kawasaki: Yokosuka-Linie Shōnan-Shinjuku-Linie                                                             | Koord.       | Saiwai-ku, Kawasaki   | Kanagawa     |
| JN05                                    | Hirama (矢向)                    | 05,3         | | Koord.       | Nakahara-ku, Kawasaki | Kanagawa     |
| JN06                                    | Mukaigawara (矢向)               | 06,6         | | Koord.       | Nakahara-ku, Kawasaki | Kanagawa     |
| JN07                                    | Musashi-Kosugi (武蔵小杉)        | 07,5         | Yokosuka-Linie Shōnan-Shinjuku-Linie Tōkyū Tōyoko-Linie Tōkyū Meguro-Linie                                              | Koord.       | Nakahara-ku, Kawasaki | Kanagawa     |
| JN08                                    | Musashi-Nakahara (武蔵中原)      | 09,2         | | Koord.       | Nakahara-ku, Kawasaki | Kanagawa     |
| JN09                                    | Musashi-Shinjō (武蔵新城)        | 10,5         | | Koord.       | Nakahara-ku, Kawasaki | Kanagawa     |
| JN10                                    | Musashi-Mizonokuchi (武蔵溝ノ口) | 12,7         | im Bhf. Mizonokuchi: Tōkyū Den’entoshi-Linie Tōkyū Ōimachi-Linie                                                        | Koord.       | Takatsu-ku, Kawasaki  | Kanagawa     |
| JN11                                    | Tsudayama (津田山)               | 13,9         | | Koord.       | Takatsu-ku, Kawasaki  | Kanagawa     |
| JN12                                    | Kuji (久地)                      | 14,9         | | Koord.       | Takatsu-ku, Kawasaki  | Kanagawa     |
| JN13                                    | Shukugawara (宿河原)             | 16,2         | | Koord.       | Tama-ku, Kawasaki     | Kanagawa     |
| JN14                                    | Noborito (登戸)                  | 17,3         | Odakyū Odawara-Linie | Koord.       | Tama-ku, Kawasaki     | Kanagawa     |
| JN15                                    | Nakanoshima (中野島)             | 19,5         | | Koord.       | Tama-ku, Kawasaki     | Kanagawa     |
| JN16                                    | Inadazutsumi (稲田堤)            | 20,8         | im Bhf. Keiō-Inadazutsumi: Keiō Sagamihara-Linie                                                                        | Koord.       | Tama-ku, Kawasaki     | Kanagawa     |
| JN17                                    | Yanokuchi (矢野口)               | 22,4         | | Koord.       | Inagi                 | Tokio        |
| JN18                                    | Inagi-Naganuma (稲城長沼)        | 24,1         | | Koord.       | Inagi                 | Tokio        |
| JN19                                    | Minami-Tama (南多摩)             | 25,5         | | Koord.       | Inagi                 | Tokio        |
| JN20                                    | Fuchū-Honmachi (府中本町)        | 27,9         | Musashino-Linie | Koord.       | Fuchū                 | Tokio        |
| JN21                                    | Bubaigawara (分倍河原)           | 28,8         | Keiō-Linie | Koord.       | Fuchū                 | Tokio        |
| JN22                                    | Nishifu (西府)                   | 30,0         | | Koord.       | Fuchū                 | Tokio        |
| JN23                                    | Yaho (谷保)                      | 31,6         | | Koord.       | Kunitachi             | Tokio        |
| JN24                                    | Yagawa (矢川)                    | 33,0         | | Koord.       | Kunitachi             | Tokio        |
| JN25                                    | Nishi-Kunitachi (西国立)         | 34,3         | | Koord.       | Tachikawa             | Tokio        |
| JN26                                    | Tachikawa (立川)                 | 35,5         | Chūō-Hauptlinie (Chūō-Schnellbahnlinie) Ōme-Linie in den Bhf. Tachikawa-Kita und Tachikawa-Minami: Einschienenbahn Tama | Koord.       | Tachikawa             | Tokio        |
| Hamakawasaki-Zweigstrecke               |                                  |              | |              |                       |              |
| JN02                                    | Shitte (尻手)                    | 00,0         | Hauptstrecke |              | Saiwai-ku, Kawasaki   | Kanagawa     |
| JN51                                    | Hatchōnawate (八丁畷)            | 01,1         | Keikyū-Hauptlinie | Koord.       | Kawasaki-ku, Kawasaki | Kanagawa     |
| JN52                                    | Kawasaki-Shinmachi (川崎新町)    | 02,0         | | Koord.       | Kawasaki-ku, Kawasaki | Kanagawa     |
| JN53                                    | Odasakae (小田栄)                | 02,7         | | Koord.       | Kawasaki-ku, Kawasaki | Kanagawa     |
| JN54                                    | Hama-Kawasaki (浜川崎)           | 04,1         | Tsurumi-Linie | Koord.       | Kawasaki-ku, Kawasaki | Kanagawa     |
| Tsurumi-Zweigstrecke (nur Güterverkehr) |                                  |              | |              |                       |              |
| Shitte (尻手)                           | Shitte (尻手)                    | 00,0         | Hauptstrecke |              | Saiwai-ku, Kawasaki   | Kanagawa     |
| Tsurumi (鶴見)                          | Tsurumi (鶴見)                   | 05,4         | Keihin-Tōhoku-Linie | Koord.       | Tsurumi, Yokohama     | Kanagawa     |